# ميتامورفوسيس (هالكيديكي)
ميتامورفوسيس (Μεταμόρφωσις) هي مدينة في هالكيديكي في مقاطعة فوريا إلادا في اليونان.